# Dicaelus dilatus
Dicaelus dilatus är en skalbaggsart som beskrevs av Thomas Say. Dicaelus dilatus ingår i släktet Dicaelus och familjen jordlöpare. Inga underarter finns listade i Catalogue of Life.